# 德川記念財団
公益財団法人德川記念財団（とくがわきねんざいだん、英: TOKUGAWA MEMORIAL FOUNDATION）は、現代の徳川宗家第18代当主 である徳川恒孝（元日本郵船副社長）が創設した公益財団法人。公益法人制度改革に伴い、2011年4月1日に公益財団法人へ移行した。

## 設立趣旨
徳川宗家に伝わる江戸時代から明治以降近代における古文書、絵画、調度品などについて、保護・管理するとともに、一般に公開し学術研究・教育に供する。

### 収蔵資料の例
- 東照大権現像[7]
- 徳川家茂像[8]
- 徳川幕府歴代将軍画像[3]（※＝写真資料）
  - 徳川秀忠[9]
  - 徳川家光[10]
  - 和宮※[11]
  - 徳川吉宗※[12]

インテリア、調度品
- 天璋院篤姫所用雛道具[5]
- プロイセン王立磁器製作所（KPM）製リトファニー[13][6]

## 主な出版物
出版年順。
- 『德川記念財団 : 所蔵予定品ご案内』東京 : 德川記念財団設立準備室、全16頁。全国書誌番号:22941204。
- 德川記念財団 編『公益財団法人德川記念財団会報』東京 : 德川記念財団。全国書誌番号:01035270。年2回刊、継続刊行中。題名と編者は第17号以降。
  - 第1号2003年（平成15年）から第16号まで『德川記念財団会報』、並列題名『Tokugawa Memorial Foundation news』。
- 松平乘昌 監修『将軍 : 徳川家十五代展』徳川記念財団 編、徳川記念財団、2004年。展示図録、年譜あり。会場は福岡市美術館、同年（平成16年）7月23日-9月5日。別題『Shogun』。全国書誌番号:20643850。
- 德川記念財団『徳川御三卿 : 企画展』東京都江戸東京博物館 編、德川記念財団、2010年。年表あり、全国書誌番号:22034350。展示図録、会場は東京都江戸東京博物館。同年10月5日-11月14日。
- 德川記念財団 編『徳川名宝展 : 天下太平 : 徳川家康没後四〇〇年記念』講談社、2016年。全国書誌番号:22732541、ISBN 978-4-06-219868-4。文献あり。別題『History and treasures of the Tokugawa shogunate』。展覧会図録。会場は広島県立美術館ほか、2016年4月1日-5月29日。